# 受胎告知 (エル・グレコ、イリェスカス)
『受胎告知』（じゅたいこくち、西: La Anunciación、英: Annunciation）は、クレタ島出身のマニエリスム期スペインの巨匠エル・グレコが1603–1605年にキャンバス上に油彩で制作した絵画である。イリェカスにあるカリダー施療院 (Santuario de Nuestra Señora de la Caridad) 附属礼拝堂の高祭壇のために制作された5点の作品群のうちの1点で、それらの絵画はみな聖母マリアの栄光を讃えるものであった。本作とその他の3点 (『慈愛の聖母』、『キリストの降誕』、『聖母戴冠』) は現在もカリダー施療院に掛けられているが、もう1点の『聖母の結婚』はルーマニア国立美術館に所蔵されている。本作の主題は「マタイによる福音書」(1章) と「ルカによる福音書」 (1章26-38) から採られており、聖母マリアに大天使ガブリエルが聖霊の力で神の子であるイエス・キリストを懐妊したところを告げる「受胎告知」を表している。

## 作品
エル・グレコは、1603年の夏から1605年の夏までの約2年間にカリダー施療院の高祭壇のために上記の5点の絵画を制作した。今世紀初頭に施療院附属礼拝堂は大幅に改修され、エル・グレコの5点の作品群の状態を伝える資料が何もないことから、これらの作品が置かれていた位置は、作品群の完成から2年間も続いた画家と参事会の間の金銭上のトラブルを伝える記載、施療院改修前の状態を見たコッシオ (Cossio) の記録から窺い知るのみである。
本作『受胎告知』は祭壇左側前方に設置されていたと想定されるが、構図もその位置に相応しい工夫が凝らされている。エル・グレコは生涯にわたって「受胎告知」を主題とする作品を描いている (エル・グレコの『受胎告知』を参照) が、本作以外はすべて画面の右側から大天使ガブリエルが現れている。一方、この作品では、唯一左側から出現するという正統的な形式が採用されている。また、本作は、画家の多くの同主題作の中でも唯一円形の画面を持つ。したがって、構図の取り方にもそれに相応しい工夫が要求される。円形の画面はまるで凸面鏡を覗き込むようで、ガブリエルはその長身を持て余し気味に丸い枠の中に押し込められているが、その姿はユーモラスでさえある。両腕を胸の前で交差させるガブリエルの姿は、顔の表情も含めてエンカルナシオン学院 (通称ドーニャ・マリア・デ・アラゴン学院) の祭壇衝立のために制作した『受胎告知』 (プラド美術館、マドリード) のガブリエルを巧みに転用している。
ガブリエルを見上げる聖母マリアの姿勢にも無理が生じている。両者の間の狭い空間に祈祷台が押し込められているために、マリアの手の位置は奇妙な印象を与える。彼女の姿勢はエル・グレコの他の作品には見られないが、後に画家の息子ホルヘ・マヌエル・テオトコプリによって『ノリ・メ・タンゲレ』 (ラサロ・ガルディアーノ美術館、マドリード) 中のマグダラのマリアにそのまま利用されている。カリダー施療院の祭壇画制作には、ホルヘ・マヌエルも参画していることが契約書から知られている。
聖霊のハトは、画面の上端、ガブリエルの顔のすぐ前に描かれ、そこから発する強い光によってマリアとガブリエルの姿は闇の中に鮮やかに照らし出されている。ガブリエルの足元には、「純潔」を象徴する白百合の花が花瓶に挿してあるが、画面の他のモティーフがデフォルメされ、荒い筆致で描かれているのとは対照的に、これだけは精緻に表現されている。特に花瓶の文様は丹念に描かれている。なお、『モデナの三連祭壇画』 (エステンセ美術館、モデナ) の左翼パネル「受胎告知」のガブリエルは1本の白百合を手にしている。

## エル・グレコの『受胎告知』

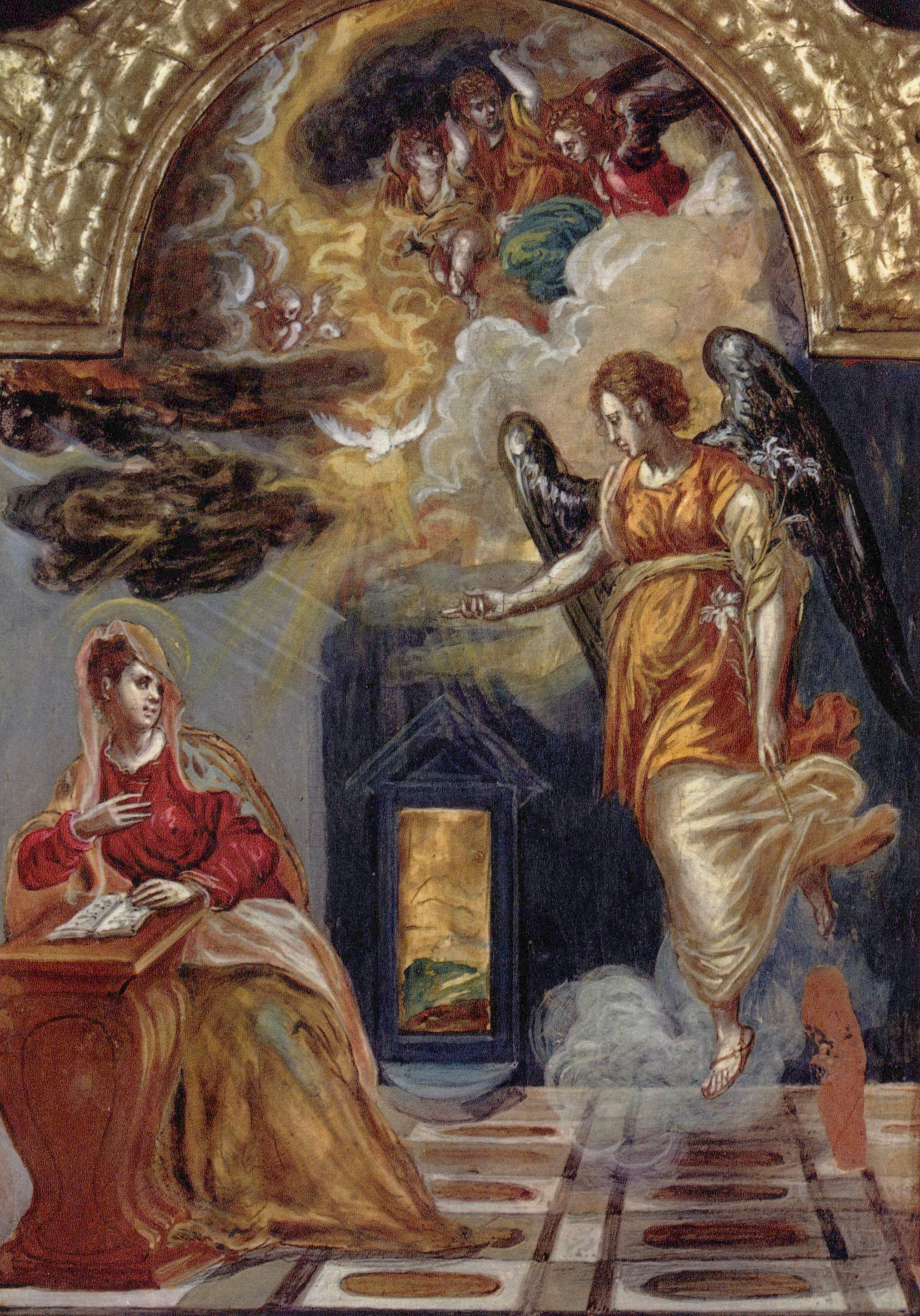
エル・グレコ『モデナの三連祭壇画』の左翼パネル「受胎告知」（1568年）エステンセ美術館（英語版）、モデナ
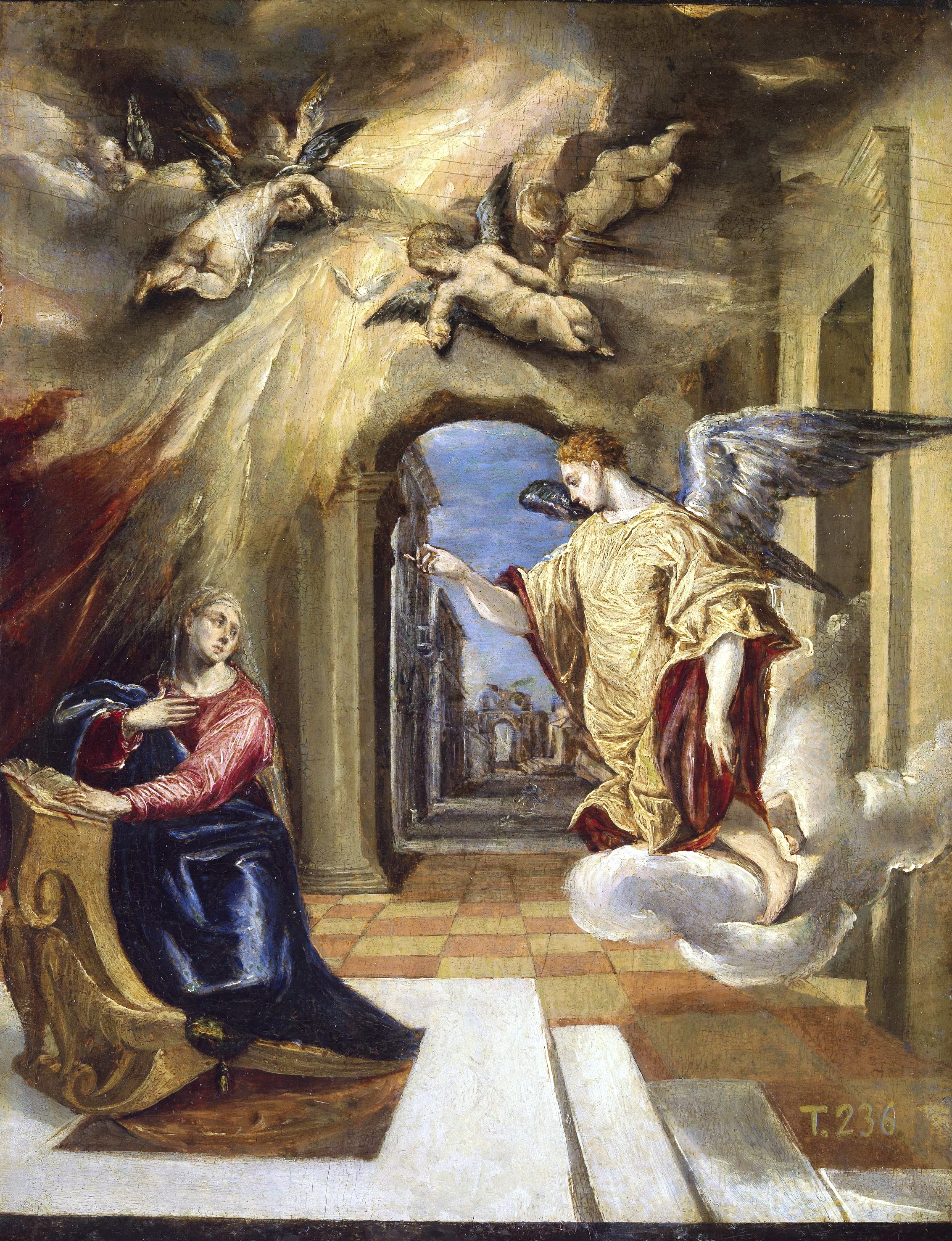
エル・グレコ『受胎告知』（1570-1572年ごろ）プラド美術館、マドリード
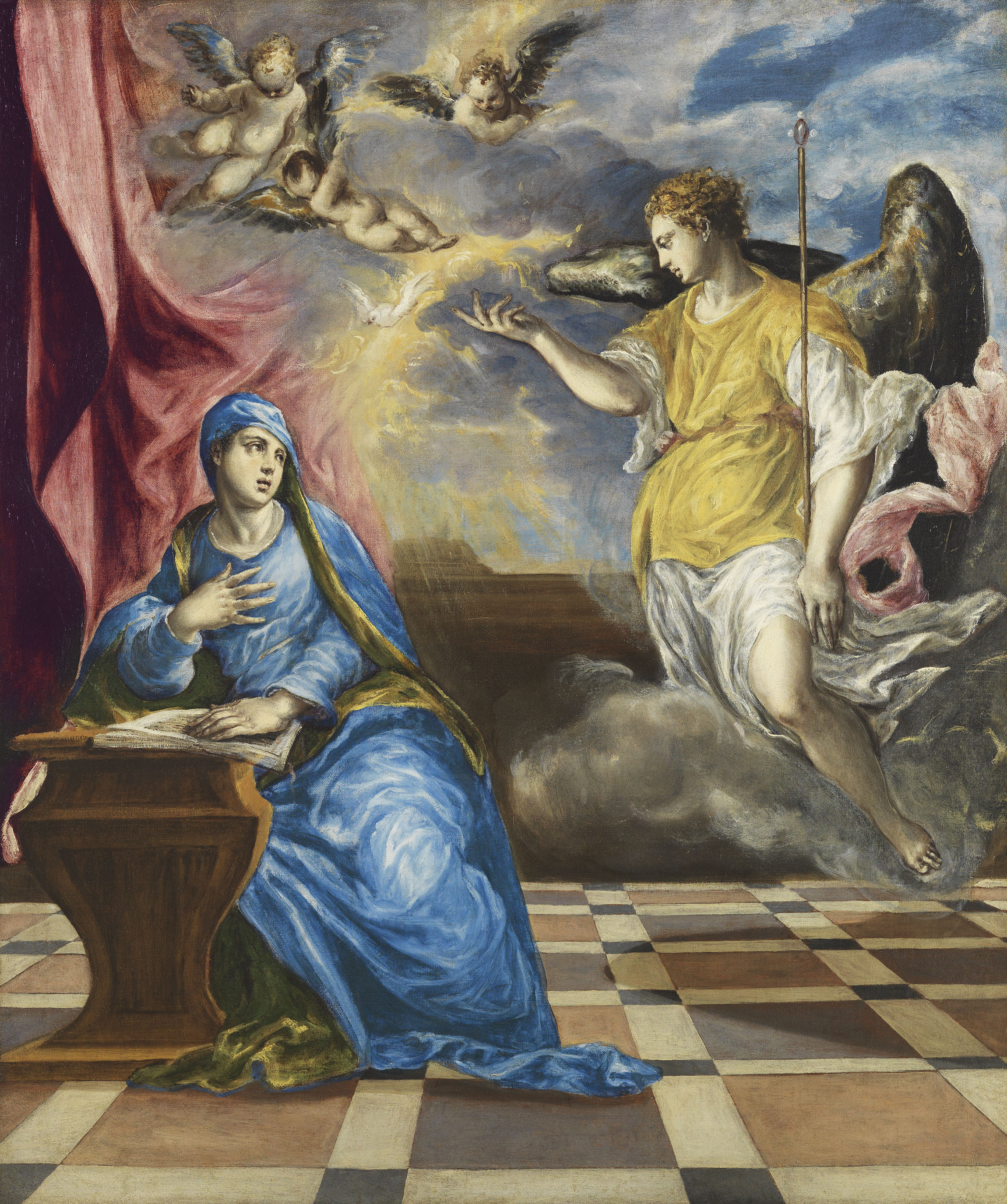
エル・グレコ『受胎告知』（1575-1576年ごろ）ティッセン＝ボルネミッサ美術館、マドリード
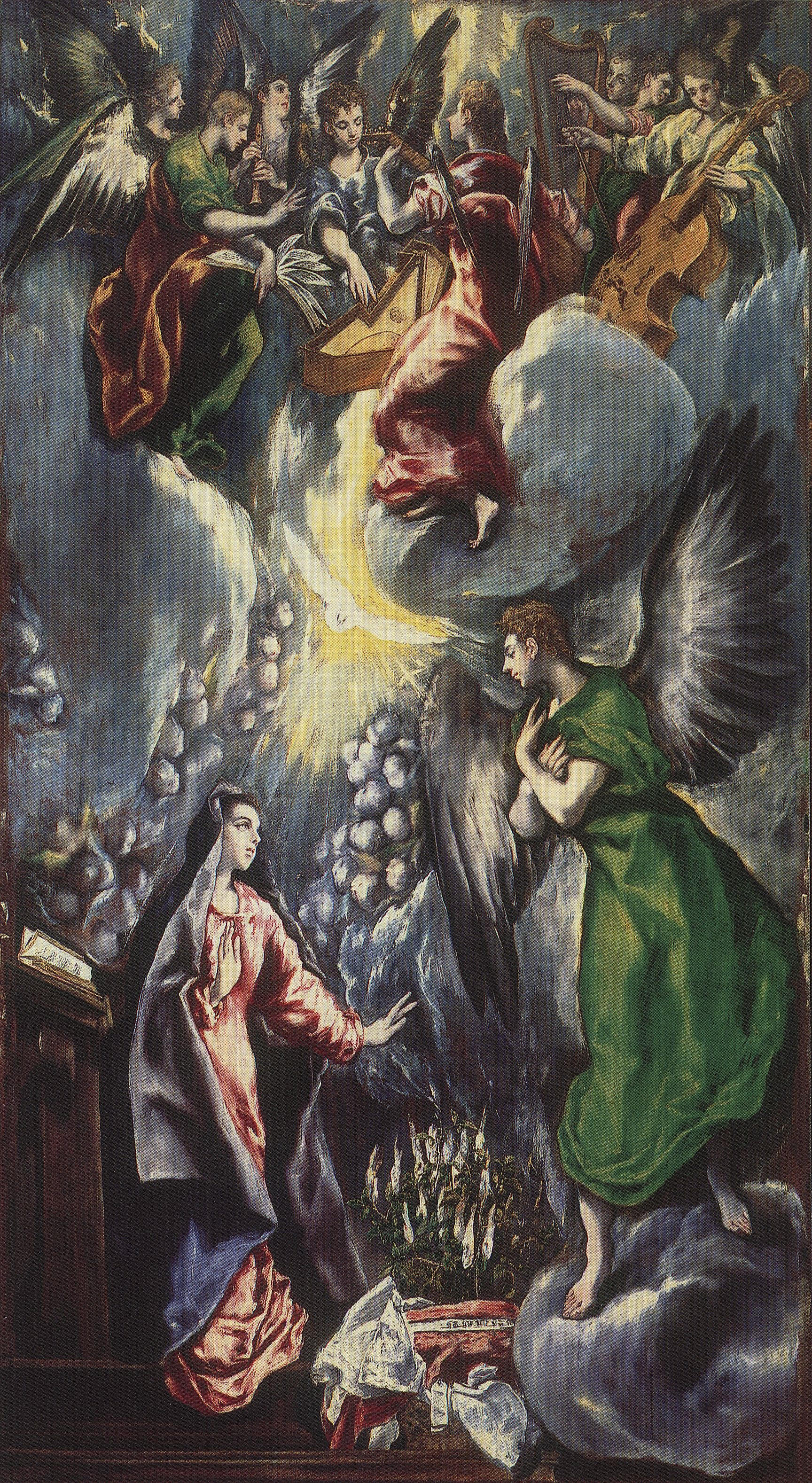
エル・グレコ『受胎告知』（1596-1600年ごろ）プラド美術館、マドリード